# サラ・キャヴェンディッシュ (初代ウォーターパーク女男爵)
初代ウォーターパーク女男爵サラ・キャヴェンディッシュ（英語: Sarah Cavendish, 1st Baroness Waterpark、旧姓ブラッドショー（Bradshaw）、1740年8月1日 – 1807年8月4日）は、アイルランド貴族。

## 生涯
リチャード・ブラッドショー（Richard Bradshaw）とデボラ・トムソン（Deborah Thompson、ウィリアム・トムソンの娘）の娘として、1740年8月1日に生まれた。
1757年8月12日、ヘンリー・キャヴェンディッシュ（後の第2代準男爵）と結婚、4男4女をもうけた。
- キャサリン（1800年没） - ド・ヴィル男爵と結婚
- デボラ（1762年 – 1832年） - 1782年11月10日、初代準男爵サー・リチャード・マスグレイヴ（英語版）（クリストファー・マスグレイヴの息子）と結婚、子供なし[2]
- サラ（1763年5月21日 – 1849年1月2日） - 1783年12月20日、初代マウントノリス伯爵アーサー・アンズリー（1744年8月7日 – 1816年7月4日）と結婚、子供あり[3]
- リチャード（1765年7月13日 – 1830年6月1日） - 第2代ウォーターパーク男爵[4]
- ジョージ（英語版）（1766年8月26日 – 1849年2月13日[5]） - アイルランド庶民院議員。1803年2月26日、レティシア・キャサリン・コールフィールド（Letitia Catherine Caulfeild、1805年8月3日没、ジェームズ・コールフィールドの娘）と結婚。1807年11月15日、キャサリン・スミス（Catherine Smyth、ラルフ・スミスの娘）と再婚
- オーガスタス（英語版）（1768年2月17日 – 1832年11月11日） - 庶民院議員。1796年11月15日、メアリー・アン・ジェフリーズ（Mary Anne Jeffreys、ジェームズ・シンジョン・ジェフリーズ（英語版）とアラベラ・ジェフリーズ（英語版）の娘）と結婚、子供なし[6]
- アン（1774年3月22日 – 1863年7月6日） - 1793年7月25日、第2代キルメイン男爵ジェームズ・ブラウンと結婚、子供あり[7]
- フレデリック（1777年 – 1856年3月10日） - 1801年、イリナ・ゴア（Eleanor Gore、1812年3月25日没、第2代アラン伯爵アーサー・サンダース・ゴアの娘）と結婚、子供あり。1817年10月5日、アグネス・キャサリン・マクドネル（Agnes Catherine Macdonnell、アレクサンダー・マクドネルの娘）と再婚、子供あり

1792年6月1日、夫の政界における貢献によりアイルランド貴族であるコーク県におけるウォーターパークのウォーターパーク女男爵に叙された。サラとヘンリー・キャヴェンディッシュの間の男系男子のみ爵位を継承できるという規定だった。
1807年8月4日に自宅で死去、息子リチャードが爵位を継承した。